# 岡山裕
岡山裕（おかやま ひろし、1972年6月10日- ）は、日本の政治学者、慶應義塾大学教授。

## 人物・来歴
東京都生まれ。筑波大学附属駒場高等学校卒、1995年東京大学法学部政治学科卒、2004年同大学院博士課程修了、「アメリカ二大政党制の確立 :再建期における戦後体制の形成と共和党」で政治学博士。96-98年コーネル大学大学院。1995年東大法学部助手、2000年講師、2002年同教養学部講師、2004年助教授、2007年慶應義塾大学法学部准教授、教授。2006年『アメリカ二大政党制の確立 ―再建期における戦後体制の形成と共和党』でアメリカ学会・清水博賞受賞。

## 著書
- 『アメリカ二大政党制の確立 :再建期における戦後体制の形成と共和党』東京大学出版会, 2005.6
- 『アメリカの政党政治-建国から250年の軌跡』(中公新書) 2020/10

### 共編著
- 『専門性の政治学 デモクラシーとの相克と和解』内山融,伊藤武共編著. ミネルヴァ書房,(Minerva比較政治学叢書  2012
- 『アメリカの政治』西山隆行共編. 弘文堂, 2019.5

翻訳
- デイヴィッド・メイヒュー『アメリカ連邦議会 選挙とのつながりで』(ポリティカル・サイエンス・クラシックス 勁草書房, 2013.